# Joseph Émile Barbier
Pour les articles homonymes, voir Barbier.
Joseph-Émile Barbier, né le 18 mars 1839 à Saint-Hilaire-Cottes et mort le 28 janvier 1889 à Saint-Genest-Lerpt, est un astronome français. 

## Biographie
Formé à l'École normale supérieure de la rue d'Ulm (1857-1860), il enseigna quelque temps (1861-1865) au lycée Masséna à Nice puis rejoignit l'équipe d'Urbain Le Verrier à l'Observatoire de Paris. Ses contributions concernent principalement la géométrie dans l'espace et la trigonométrie sphérique. Le théorème de Barbier est un résultat d'analyse convexe caractérisant les courbes de largeur constante. Peu avant de renoncer à sa collaboration en 1865, Le Verrier signale les difficultés d'adaptation de Barbier dans un courrier au Ministre de l'Instruction Publique. Frappé d'aliénation dès les années 1870, Barbier n'en poursuivit pas moins ses recherches scientifiques à l'instigation de son ancien élève Joseph Bertrand, qui avait retrouvé sa trace à l'asile de Charenton où il avait été interné. La folie de Barbier semble s'être caractérisée par une prodigalité pathologique. Il reçut le prix Francœur de l'Académie des sciences en 1888.